# Йонатанс, Лотте
Лотте Йонатанс (нидерл. Lotte Jonathans; род. 17 сентября 1977, Хертогенбос, Нидерланды) — голландская бадминтонистка, участница двух летних Олимпийских игр.

## Спортивная биография
В 2000 году молодая голландская спортсменка приняла участие в летних Олимпийских играх в Сиднее. В парном разряде вместе с Николь ван Хорен Лотте дошла до четвертьфинала соревнований, где пара из Нидерландов уступила китайским спортсменкам Хуан Наньянь/Ян Вэй 10:15, 12:15.
В 2004 году Йонатанс приняла участие в своих вторых летних Олимпийских играх. В парном разряде вместе с Мией Аудиной Лотте дошла до четвертьфинала турнира, где голландки уступили южнокорейским бадминтонисткам. В смешанном разряде Лотте вместе со своим мужем Крисом проиграла в первом же матче южнокорейской паре 4:15, 6:15.
В настоящее время продолжает свою спортивную карьеру, выступая в паре с Паулин ван Доремален.

## Личная жизнь
- До 2008 года была замужем за голландским бадминтонистом Крисом Брёйлом, участником летних Олимпийских игр 2000 и 2004 годов.